# Adrian Bumbescu
Adrian Bumbescu est un footballeur roumain né le 23 février 1960 à Craiova.

## Carrière
- 1978-1980 : Universitatea Craiova  Roumanie
- 1980-1982 : Dinamo Bucarest  Roumanie
- 1982-1984 : FC Olt Scornicești  Roumanie
- 1984-1992 : Steaua Bucarest  Roumanie
- 1992-1995 : Steaua Mizil  Roumanie

## Palmarès
- 15 sélections et 1 but avec l'équipe de Roumanie.

- CSU Craiova
  - Champion de Roumanie: 1980

- Dinamo Bucarest
  - Champion de Roumanie: 1982
  - Vainqueur de la Coupe de Roumanie: 1982

- Steaua Bucarest
  - Champion de Roumanie: 1985, 1986, 1987, 1988 et 1989
  - Vainqueur de la Coupe de Roumanie: 1985, 1987, 1989 et 1992
  - Vainqueur de la Ligue des champions: 1986
  - Vainqueur de la Supercoupe de l'UEFA: 1986
  - Finaliste de la Coupe intercontinentale: 1986
  - Finaliste de la Ligue des Champions: 1989